# 奧斯卡盧薩 (堪薩斯州)
奧斯卡盧薩（英語：Oskaloosa）是一個位於美國堪薩斯州傑佛遜縣的城市。同時該地也是傑佛遜縣的縣治。

## 地方資料
奧斯卡盧薩的座標為39°12′57″N 95°18′50″W / 39.21583°N 95.31389°W，而該地的海拔高度為341米（即1119英尺）。根據2010年美國人口普查，該地共人口1110人，而該地的面積約為2.59平方千米。